# Res Publica (denkgroep en debatkring)
Res Publica is een Vlaamse denkgroep van politici, academici, intellectuelen en opiniemakers, opgericht in 2009, die ijveren voor Vlaamse onafhankelijkheid, los van de Belgische context.
De groep sluit aan bij andere Vlaamsgezinde denktanks zoals Pro Flandria en de Gravensteengroep, maar onderhoudt ook contacten met de drie zogenaamde "V-partijen": (Nieuw-Vlaamse Alliantie, Vlaams Belang en Lijst Dedecker). Politici van deze drie formaties zijn lid.
Kernleden van de groep zijn onder meer: filosoof Ludo Abicht, publicist Brecht Arnaert, sociaal-activist Julien Borremans, LDD-politicus Boudewijn Bouckaert, Pro Flandria-voorzitter Guy Celen, journalist Frans Crols, filosoof Koenraad Elst, journalist Mark Grammens, N-VA-politicus Jan Jambon, filosoof-publicist Johan Sanctorum, jurist Matthias Storme, linksflamingant Jef Turf en VB-politicus Bruno Valkeniers.
Toen ACV-vakbondsvoorzitter Luc Cortebeeck, in de aanloop van de Belgische federale verkiezingen van 13 juni 2010, advies gaf om niet op "Vlaamse zweeppartijen" te stemmen, publiceerde de groep een open protestbrief, mede ondertekend door onder anderen filmregisseur Jan Verheyen en filosoof Etienne Vermeersch.
Sinds augustus 2011 is in de schoot van de denkgroep ook een debatkring opgericht met dezelfde naam. Deze ijvert voor een open debatcultuur, in de context van het Vlaamse onafhankelijkheidsstreven. De kring opende op 29 september 2011 met een geanimeerd debat over "de islam in Vlaanderen", waarin o.m. Filip Dewinter (Vlaams Belang) en Abu Imran (Sharia4Belgium) tegenover elkaar stonden.